# 世界上最HAPPY的女孩
「世界上最HAPPY的女孩」（世界一HAPPYな女の子）是日本的女子偶像組合℃-ute的第17張單曲。2011年9月7日由zetima發售。

## 概要
- 此單曲有3個版本，分別有「初回生産限定盤A - B」和「CD ONLY」。「初回生産限定盤」收錄了「世界上最HAPPY的女孩」的PV。
- 在9月19日於公信榜單曲週排行榜取得第6位。

## 收錄内容

### CD（初回生産限定盤A - B，CD ONLY）
1. 世界上最HAPPY的女孩
（作詞・作曲：淳君 編曲：宅見将典）
2. 偉大的力量!（偉大な力を!）
（作詞・作曲：淳君 編曲：藤沢慶昌）
3. 世界上最HAPPY的女孩(Instrumental)

### DVD（初回生産限定盤B）
1. 世界上最HAPPY的女孩（Dance Shot Ver.）

1. 世界上最HAPPY的女孩（Color Box Ver.）